# Ga Bình Thái
Ga Bình Thái là một trong những nhà ga tàu điện của Tuyến số 1, nằm tại phường Trường Thọ, thành phố Thủ Đức, Thành phố Hồ Chí Minh.

## Lịch sử
Dự kiến khai trương vào năm 2024.

## Bố trí ga
| L2 Tầng ke ga                   | Ke ga bên, cửa sẽ mở ở bên phải                     | Ke ga bên, cửa sẽ mở ở bên phải                                                     |
| Ke ga 1                         | ← L1 Tuyến 1 đi Phước Long (Hướng đi Bến Thành)     |                                                                                     |
| Ke ga 2                         | L1 Tuyến 1 đi Thủ Đức (Hướng đi Bến xe Suối Tiên) → |                                                                                     |
| Ke ga bên, cửa sẽ mở ở bên phải |                                                     |                                                                                     |
| L1 Tầng trung chuyển            | Tầng 1                                              | Khu bán vé, khu thương mại, khu bộ phận kỹ thuật, khu cổng ra vào và cổng kiểm soát |
| G                               | Mặt đất                                             | Cổng ra vào, bãi đậu xe và khu bộ phận kỹ thuật                                     |

## Vùng xung quanh
- Nhà máy nhiệt điện Thủ Đức
- Chùa Sùng Đức
- Chùa Thiên Phước